# Naturdenkmal (Tirol)

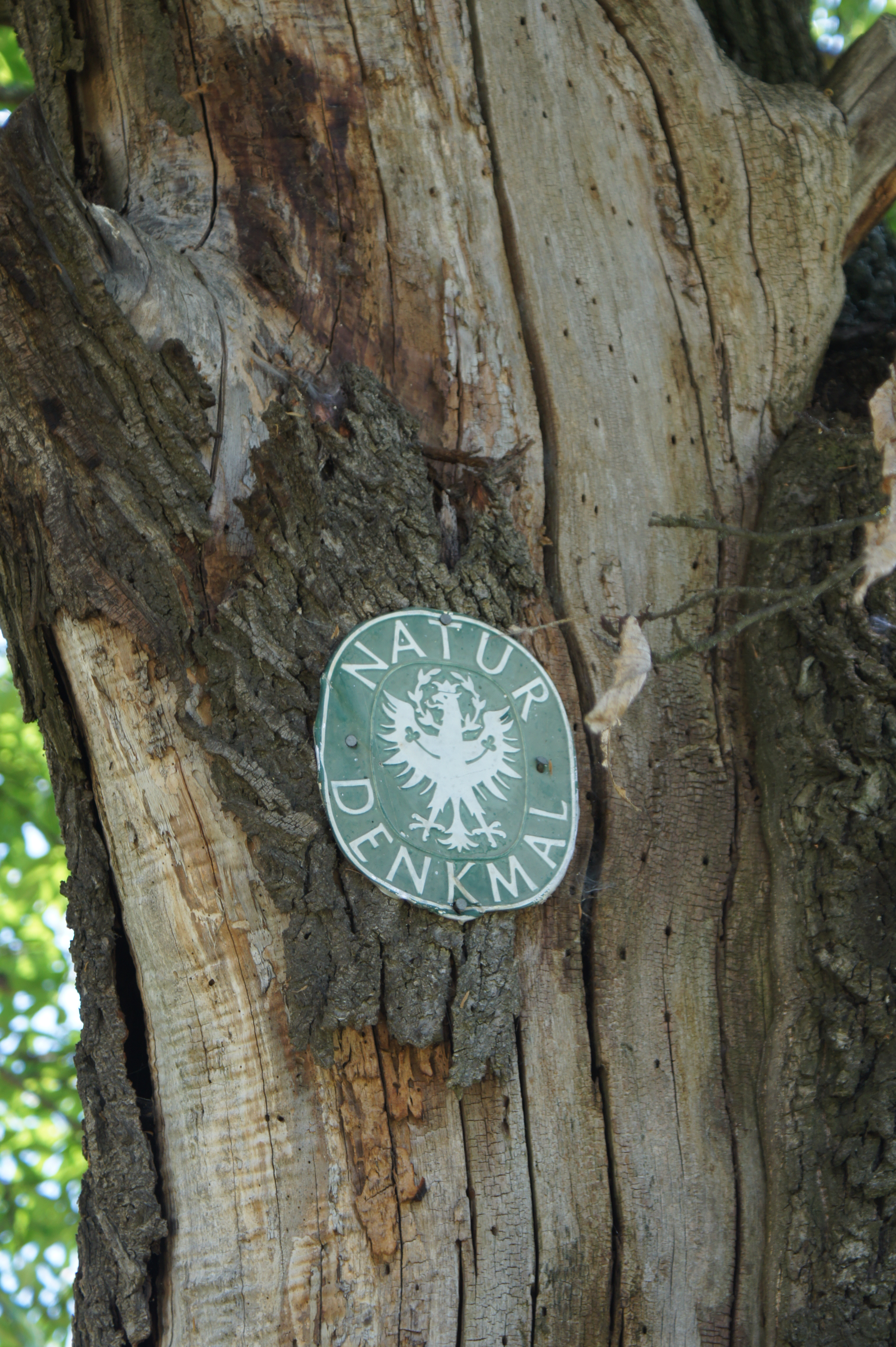
Schild am Naturdenkmal einer Edelkastanie nordwestlich von Karrösten

Als Naturdenkmal hat das Land Tirol Naturgebilde unter Schutz gestellt, deren Erhaltung wegen ihrer Seltenheit, Eigenart oder Schönheit bzw. wegen ihrer besonderen wissenschaftlichen oder kulturellen Bedeutung oder wegen des besonderen Gepräges, das sie dem Landschaftsbild verleihen, im öffentlichen Interesse ist.

## Gesetzliche Grundlagen

### Begriffsdefinition
Laut Paragraph 27 des Tiroler Naturschutzgesetz 2005 (TNSchG 2005) sind Naturdenkmale „Naturgebilde, deren Erhaltung wegen ihrer Seltenheit, Eigenart oder Schönheit, wegen ihrer wissenschaftlichen, geschichtlichen oder kulturellen Bedeutung oder wegen des besonderen Gepräges, das sie dem Landschaftsbild verleihen, im öffentlichen Interesse“ ist (TNSchG 2005, §27 Z. 1). Erhaltenswerte Naturgebilde können dabei „beispielsweise alte oder seltene Bäume, Baum- oder Gehölzgruppen, besondere Pflanzenvorkommen, Quellen, Wasserläufe, Wasserfälle, Tümpel, Seen, Moore, Felsbildungen, Gletscherspuren, Mineralien- oder Fossilienvorkommen, erdgeschichtliche Aufschlüsse und charakteristische Bodenformen, Schluchten und Klammen“ sein (TNSchG 2005, §27 Z. 2).

### Eingriffe und Gefährdungen bei Naturdenkmalen
„Jede Veränderung, Entfernung oder Zerstörung eines Naturdenkmals bedarf einer naturschutzrechtlichen Bewilligung.“ (TNSchG 2005, §27 Z. 3) Dabei hat die  Bezirksverwaltungsbehörde jene Verbote festzulegen, welche zur Sicherung des Bestandes eines Naturdenkmals, dessen bedeutsamen Merkmale sowie zur Erhaltung oder Sicherung seiner mitbestimmenden Umgebung erforderlich sind. Diese Verbote werden per Verordnung erlassen. Hierbei hat der Grundstückseigentümer oder der sonst hierüber Verfügungsberechtigte jede Gefährdung, Veränderung, Entfernung oder Zerstörung eines Naturdenkmals unverzüglich der Bezirksverwaltungsbehörde anzuzeigen. Zudem hat der Eigentümer oder Verfügungsberechtigte alle Maßnahmen zu treffen, die zur Sicherung des Bestandes eines Naturdenkmals und zur Erhaltung dessen bedeutsamen Merkmale zu sorgen (TNSchG 2005, §27 Z. 3–6).

### Unterschutzstellungsverfahren
Vor der Unterschutzstellung bzw. der Erlassung von Verboten ist nach dem Tiroler Naturschutzgesetz bei land- oder forstwirtschaftlich genutzten Grundstücke zunächst die Bezirkslandwirtschaftskammer zu hören, die sich zu diesem Vorhaben innerhalb von vier Wochen äußern kann. Zudem ist der Eigentümer eines Naturgebildes, das zum Naturdenkmal erklärt werden soll bzw. die sonst hierüber Verfügungsberechtigten sowie die betreffende Gemeinde von der Einleitung des Verfahrens schriftlich zu verständigen. Gerechnet von der Zustellung muss jede Maßnahme unterlassen bleiben, die die Erklärung zum Naturdenkmal vereitelt bzw. beeinträchtigt oder die geeignet ist den Bestand des Naturgebildes oder deren maßgebenden Eigenschaften gefährden (TNSchG 2005, §31 Z. 1–3).
Wird das Naturgebilde nicht innerhalb von drei Monaten per Bescheid unter Schutz gestellt, so gelten die Schutzmaßnahmen als erloschen. Die Erklärung zum Naturdenkmal selbst ist unverzüglich  zwei Wochen lang an der Amtstafel der betreffenden Gemeinde sowie durch Verlautbarung im Boten für Tirol kundzumachen (TNSchG 2005, §31 Z. 4–5).

## Naturdenkmale nach Bezirken
- Bezirk: Politischer Bezirk mit Link auf die Liste der Naturdenkmale des Bezirks
- Naturdenkmale bestehend: Anzahl der bestehenden Naturdenkmale im Bezirk
- Naturdenkmale pro 100 km²: Anzahl der Naturdenkmale pro 100 km² Fläche des Bezirks

| Bezirk         | Naturdenkmale bestehend | Naturdenkmale pro 100 km² |
| -------------- | ----------------------- | ------------------------- |
| Imst           | 13                      | 0,8                       |
| Innsbruck      | 29                      | 27,6                      |
| Innsbruck-Land | 62                      | 3,1                       |
| Kitzbühel      | 12                      | 1,1                       |
| Kufstein       | 53                      | 5,5                       |
| Landeck        | 7                       | 0,4                       |
| Lienz          | 47                      | 2,3                       |
| Reutte         | 14                      | 1,1                       |
| Schwaz         | 25                      | 1,4                       |